# Tropiduridae
Tropiduridae é uma família de répteis escamados pertencentes à subordem Sauria.

## Géneros
- Eurolophosaurus Frost, Rodrigues, T. Grant & Titus, 2001
- Microlophus A.M.C. Duméril & Bibron, 1837
- Plica Gray, 1830
- Stenocercus A.M.C. Duméril & Bibron, 1837
- Strobilurus Wiegmann, 1834
- Tropidurus Wied-Neuwied, 1824
- Uracentron Kaup, 1827
- Uranoscodon C. Bonaparte, 1832